# Llamada para un cartero
Llamada para un cartero es una película uruguaya de 2000, dirigida por Brummell Pommerenck y protagonizada por Andrea Davidovics, Ariel Caldarelli, Sandra Américo, Lucía Sommer, Gabriela Iribarren y Miriam Greijer.

## Sinopsis
Víctima de un retroceso sicopatológico tras un accidente, la esposa de un cartero no tiene otro interés más que el de violar la correspondencia que su marido debe entregar. Con su conducta, logra intervenir en la vida de quienes escriben esas cartas, lo que provoca derivaciones imprevistas.

## Protagonistas
| - Andrea Davidovics - Ariel Caldarelli - Sandra Américo - Lucía Sommer - Gabriela Iribarren - Miriam Greijer - Fernando Dianesi | - Óscar Serra - Raúl Fumero - Varina de Cesare - Roberto Bornes - Walter Rey - Martín Pommerenck - Edelweiss Alonso |

## Premios
- Encuentro Latinoamericano de Televisión, Punta del Este (2001): mejor programa latinoamericano.
- Festival Latinoamericano de Video de Rosario, Argentina (2000): mejor película, mejor guion, mejor actuación femenina y premio Fundación Fernando Birri.